# حقوق الإنسان في العراق
حقوق الإنسان في ما بعد غزو العراق كانت موضوع من الشواغل والخلافات منذ الغزو في عام 2003. وقد أعرب عن القلق بشأن سلوك المسلحين، والتحالف الذي تقوده الولايات المتحدة القوات والحكومة العراقية. الولايات المتحدة هي التحقيق مزاعم عدة انتهاكات للمعايير الدولية والداخلية لقواعد السلوك في حوادث متفرقة من قبل القوات الخاصة والمقاولين. المملكة المتحدة كما تجري تحقيقات في انتهاكات مزعومة لحقوق الإنسان من جانب قواتها. جرائم الحرب المحاكم والملاحقة الجنائية للجرائم العديدة من جانب المسلحين هي سنة المرجح بعيدًا. في أواخر فبراير 2009، أصدرت وزارة الخارجية الأمريكية تقريرًا عن حالة حقوق الإنسان في العراق، إذا نظرنا إلى الوراء على السنة الماضية (2008).

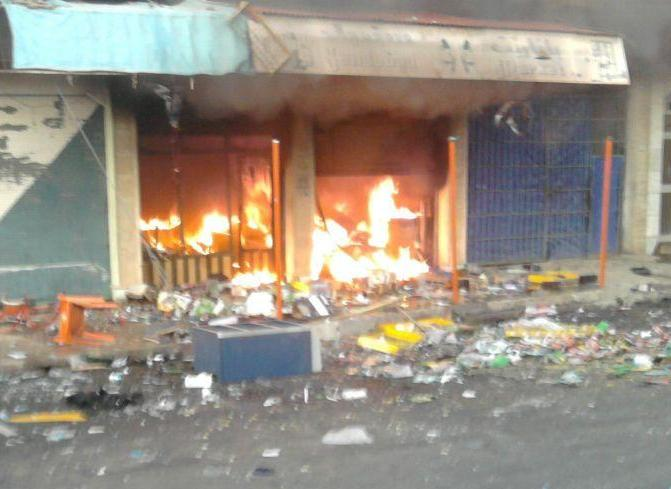
متاجر في زاخو بعد أعمال الشغب في دهوك عام 2011

## انتهاكات حقوق الإنسان من قبل المتمردين
انتهاكات لحقوق الإنسان التي حدثت أو يزعم أنها حدثت من قبل والعراق القائمة على المتمردين القوات الأمريكية و/أو الإرهابيين ما يلي:

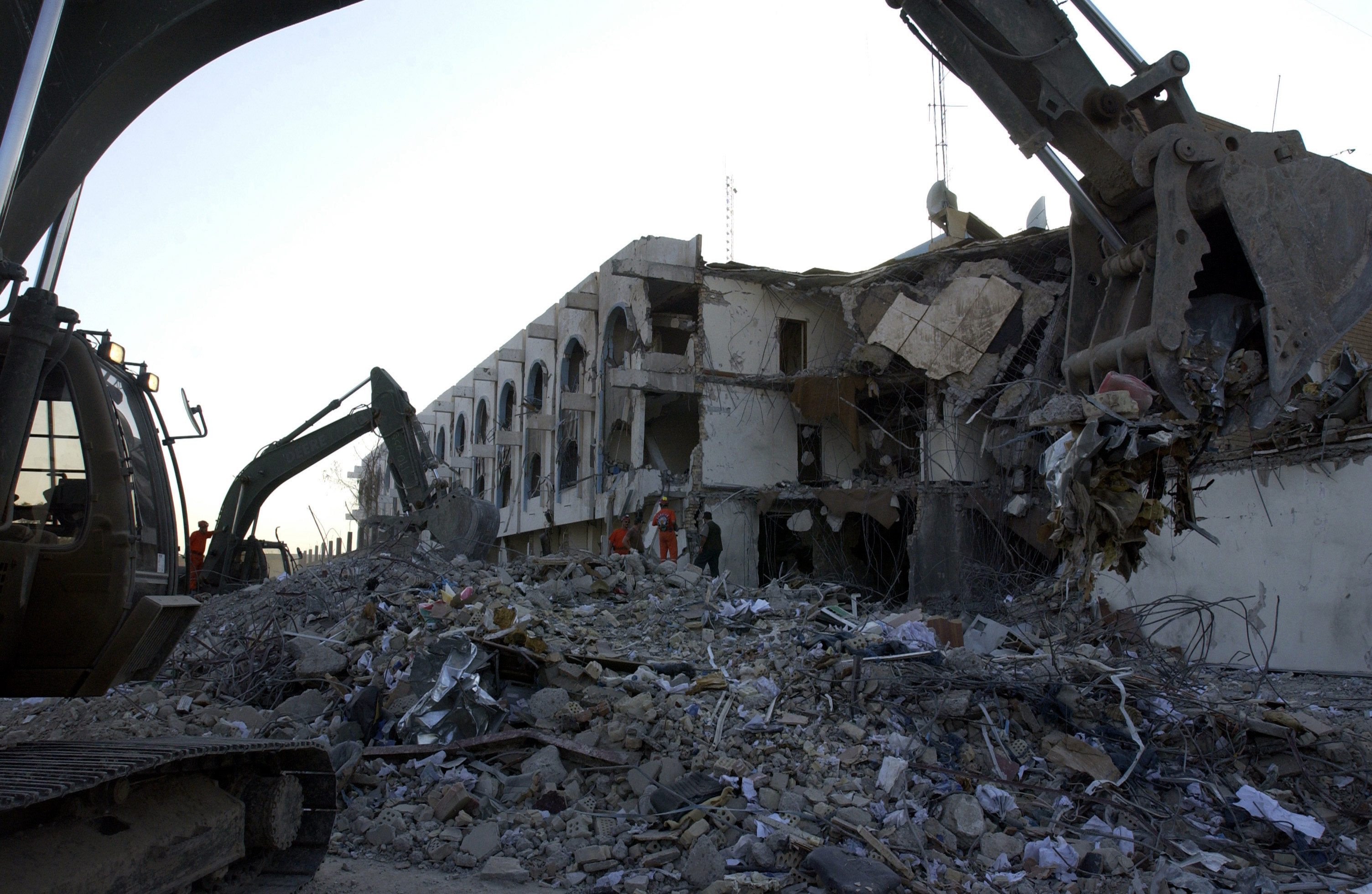
مبنى مقر الأمم المتحدة في بغداد بعد تفجير فندق القناة، في 22 أغسطس 2003

### أغسطس 2003
- تفجير مقر الأمم المتحدة في بغداد في أغسطس 2003 وقتل فيها ممثل كبير للأمم المتحدة في العراق، و 55 عامًا فييرا دي ميلو البرازيلي الذي كان أيضًا مفوض الأمم المتحدة السامي لحقوق الإنسان.[2] موظفي الأمم المتحدة 22 عضوا كانت قتل وجرح أكثر من 100 في الإنفجار. وكان من بين القتلى أيضا نادية يونس، المدير التنفيذي السابق في منظمة الصحة العالمية (WHO) المسؤول عن العلاقات الخارجية والأجهزة الرياسية. وقد أدان الهجوم الإرهابي من قبل الأمين العام للأمم المتحدة كوفي أنان وندد مجلس الأمن للأمم المتحدة.[3]

### يونيو 2004
قطع رأس مترجم كوريا الجنوبية كيم سون ايل من أتباع الزرقاوي.

### يوليو 2004
التوحيد والجهاد بقطع رأس البلغارية إيفايلو كيبوف سائقي الشاحنات وجورجى لازوف. بثت قناة الجزيرة شريط الفيديو الذي يحتوي على القتل، لكنه قال أن الجزء مع القتل الفعلي كان الرسم جدا للبث.

### ديسمبر 2004
المصور الإيطالي، و 52 عاما سلفاتوري سانتورو، بقطع رأسه في شريط فيديو. ادعى الحركة الإسلامية لمجاهدي العراق المسؤولية.

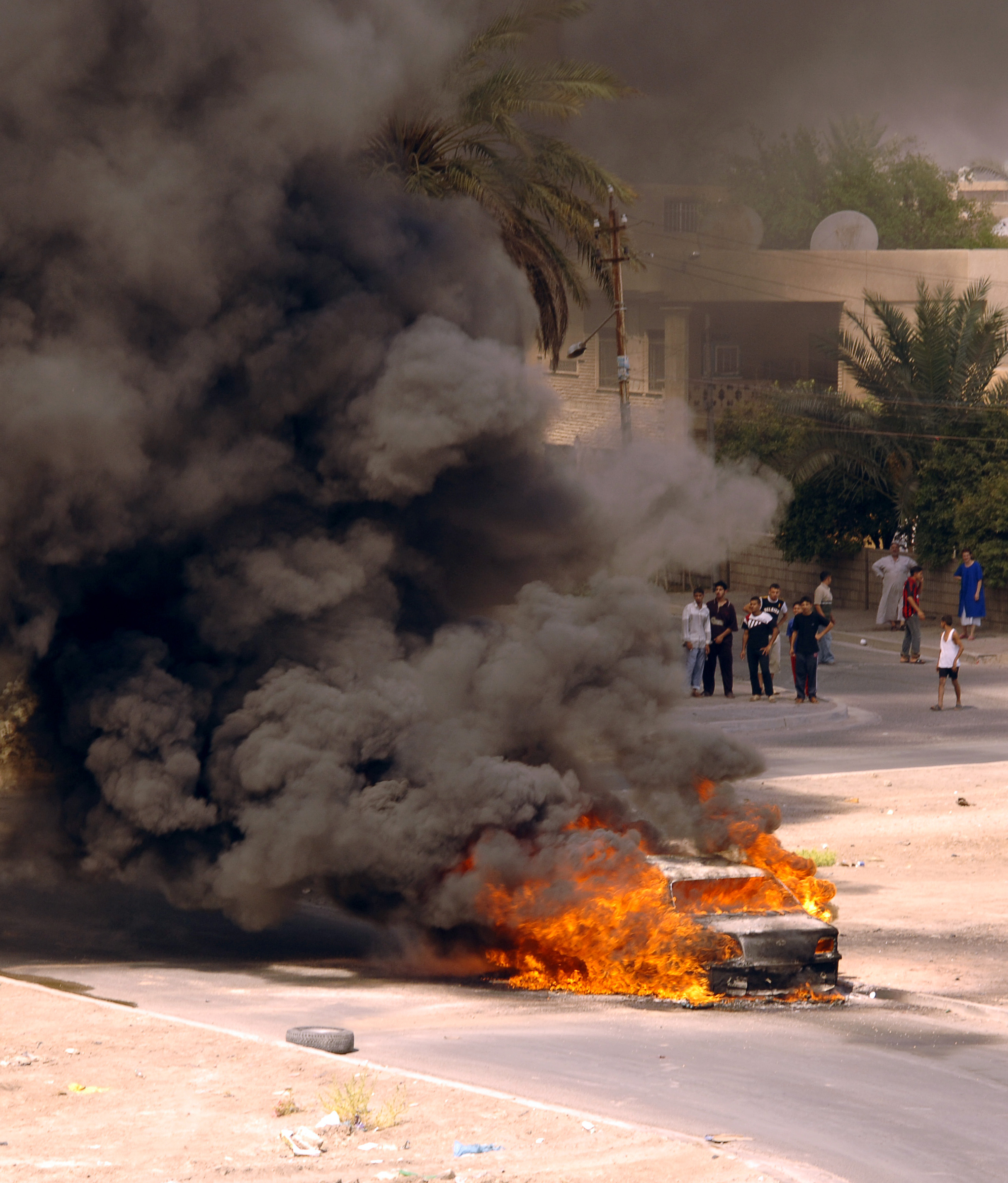
سيارة عراقية تحترق في بغداد بعد أن أصيبت بقذيفة أطلقها مسلحون، 8 آب/أغسطس 2006

### فبراير 2005
بثت قناة العراقية TV (العراق) نسخ من اعترافات الضابط في الاستخبارات السورية أنس أحمد العيسى وشهاب الإرهابية العراقية آل سبعاوي المتعلقة بهم شرك خداعي عمليات والانفجارات وعمليات الخطف والاغتيالات وقطع رؤوس وتفاصيل التدريب في سوريا.

### يوليو 2005
المصري والجزائري المبعوثين.
- ولم يبلغ عن اثنين من الدبلوماسيين الجزائريين قد قتلوا من قبل تنظيم القاعدة في العراق. أصدر تنظيم القاعدة في العراق بيانًا على الإنترنت يقول أنه قتل اثنين من الدبلوماسيين الجزائريين المختطفين، علي بلعروسي وعز الدين بلقاضي. «وقد قررت المحكمة في تنظيم القاعدة في العراق لتنفيذ حكم الله ضد الدبلوماسيين من الحكومة الجزائرية المرتدة... وأمر بقتلهم»، وقال البيان، الذي وقعه أبو ميسرة العراقي، المتحدث باسم تنظيم القاعدة.[6]
- وذكر دبلوماسي مصري من قبل تنظيم القاعدة لقوا مصرعهم. تنظيم القاعدة في العراق نشر على شبكة منتدى بيان لها أنها قتلت الدبلوماسي المصري الشريف. أدان مفتي السنة محمد سيد طنطاوي مقتل بأنه «جريمة ضد الأخلاق والدين والإنسانية وجريمة ضد أن يذهب الشرف والرجولة».[7]

### فبراير 2006
المسجد الإمام العسكري وقع الانفجار في 22 فبراير، 2006 في حوالي 06:55 بالتوقيت المحلي (0355 UTC) في مسجد الإمام العسكري - واحدة من أقدس الأماكن في الإسلام الشيعي - في مدينة سامراء العراقية على بعد حوالى 100 كم (62 ميلا) شمال غرب بغداد. على الرغم من وقوع إصابات وقعت في الانفجار نتج عن تفجير العنف في خلال الأيام التالية. تم العثور على أكثر من 100 جثة بها طلقات رصاص في 23 فبراير، ويعتقد على الأقل 165 شخص قد لقوا مصرعهم.

### يونيو 2006
فيديو لمقتل الدبلوماسيين الروس الأربعة المختطفين في العراق تظهر على شبكة الإنترنت. الإفراج عن مجموعة تدعى مجلس شورى المجاهدين الفيديو كرهائن.

### يوليو 2006
الأنبا "وكالة أخبار العراق، كتاب بلا حدود تدين منظمة حبس موظف، السيد حسين خضير E. الذي كان مسؤولا عن تغطية وثائقية عن نوع من التهديدات كردستان الفيدرالي المنطقة يفرض على الدول المجاورة لها. وفد لحقوق الإنسان أصدرت ووتش (HRW) تقارير حول التعذيب في العراق وقمع حقوق الإنسان وحرية التعبير. قابلت هيومن رايتس ووتش الكتاب والصحفيين detaineed عدة لتوثيق هذا الانتهاك. فقد تم اعتقال السيد خضر في كركوك ثم انتقل إلى أربيل، حيث هيومن رايتس ووتش (HRW) زاروه في واحدة من أماكن الاحتجاز. في العام الماضي في بغداد، عانت نفس الكاتب أسوأ عندما فر من الميليشيا الشيعي، الذي استولى على منزله وألقوا عائلته في الشوارع، وهو ما اعتبر تهديدا خطيرا ضد حياته. ويمارس على نطاق واسع في العراق خطوة في الانتقام من الصحفيين في مجال حقوق الإنسان والناشطين والكتاب الذين يعبرون عن النقاد إلى الحكومة العراقية وقوات التحالف الشيعي، حزب. وانتقد العديد من الصحف ووكالات الإعلام الائتلاف الشيعي، بصوت عال العراقية خلال عملية الكتابة الدستور. أدى خضر حملة لتعديل الدستور، وحثت على الدستور لتكون أداة بناء السلام الذي يجمع جميع الأطراف والخصوم إلى توافق وطني والتماسك الاجتماعي بدلا من بناء الدولة، والحزب الحاكم يقول بانتظام. علق البعثة أن معظم هذه الأنشطة المجتمع المدني وكانت معتمدة من قبل وكالات الأمم المتحدة والجهات المانحة الدولية أو الولايات المتحدة والحكومات البريطانية. IRIN / UN وكالة الأنباء reveiled أن الصحفيين والكتاب هم الضحايا الأكثر عرضة للقتل، وتمارس عادة حالة وفاة، والتهديدات والخطف والتعذيب والاعتقال من قبل القوات العراقية تسيطر على الأمم المتحدة، والمنظمات شبه العسكرية والميليشيات الشيعي، أو السني. تشابه هذه الحالة المحددة لحدوث وانتشار في الجنوب والوسط والشمال من العراق. 
وقد تجاوز عدد الصحفيين الذين قتلوا في العراق والكتاب 220 هذا العام. وذكرت المنظمة العراقية لدعم الصحفيين ضحايا IRIN.
الولايات المتحدة الحرس الوطني السيرجنت فرانك «جريج» فورد يدعي أنه شهد انتهاكات حقوق الإنسان في سامراء، العراق. وتوصل تحقيق الجيش الاتهامات اللاحقة فورد ليكون أساس لها من الصحة. ووجد أيضا أن فورد عرض غير المصرح به «البحرية الأمريكية SEAL» شارة موحدة على جيشه؛ فورد كان في الواقع لم يكن ختم البحرية كما يدعي لسنوات عديدة أثناء عمله في الحرس الوطني التابع للجيش.
- تقارير وكالة الأنباء الكويتية أن رفيع المستوى مصدر امني عراقي في وزارة الداخلية ان عدد القتلى النهائي لتفجيرات 13 أغسطس في حي الزعفرانية في جنوب بغداد هو 57 قتلوا وجرحوا 145، معظمهم من النساء والأطفال. وضعت.رئيس الوزراء العراقي نوري المالكي اللوم مع المتطرفين السنة التي تسعى إلى تصعيد النزاع.[10]

## انتهاكات حقوق الإنسان من قبل قوات التحالف

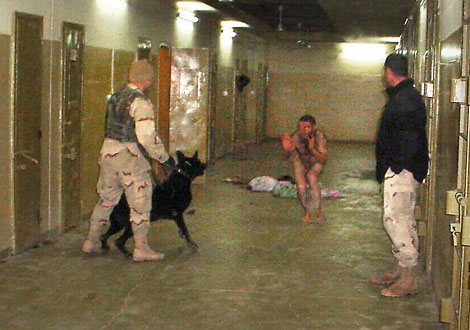
تعذيب أبو غريب وإساءة معاملة السجناء

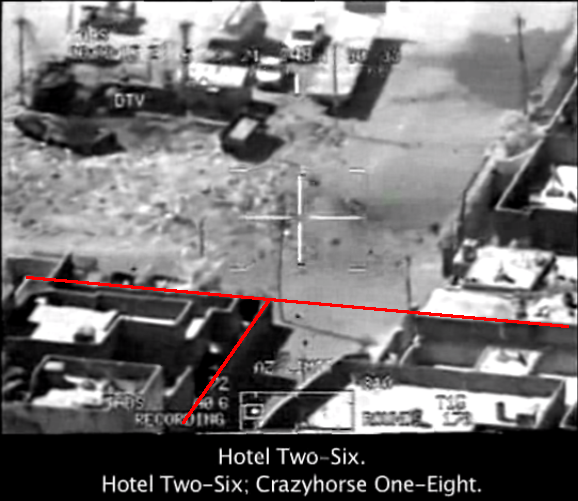
لقطات للغارة الجوية في 12 يوليو / تموز 2007 في بغداد، تظهر مقتل نمير نور الدين وعشرات المدنيين الآخرين بواسطة مروحية أمريكية.

### سجن والاستجواب انتهاكات من قبل قوات التحالف

#### أبريل 2003
قُتل مواطن عراقي يدعى (أثير كاران) برصاص جندي بريطاني في نقطة تفتيش على جانب الطريق في 29 أبريل 2003. وزعم شهود عيان أنه أصيب برصاصة في بطنه بعد أن أصاب باب سيارته جنديًا في ساقه عندما كان يخرج من سيارته، وتم سحبه من السيارة وضربه من قبل رفاق الجندي ومات على أثرها في المستشفى، حاولت صحيفة الغارديان في ذلك الوقت إثارة القضية، لكن رفضت وزارة الدفاع شرحها أو إعطاء معلومات حولها وحول المحتجزين.

## انظر ايضاً
- المرصد العراقي لحقوق الانسان

## وصلات خارجية
```
حقوق الإنسان العامة
```

## روابط خارجية
- موجة موت الميليشيات العراقية ، بوسطن غلوب، 2 أبريل / نيسان 2006